# Reinhard Carl Friedrich von Dalwigk
Reinhard Carl Friedrich von Dalwigk (1802 – 1880) è stato un politico tedesco.
Nel 1850 divenne presidente del Consiglio dei ministri dell'Assia e diede allo Stato una netta impronta antiprussiana, cercando l'alleanza con la Sassonia.
Dopo la guerra del 1866, si dimise (1871) e si ritirò a vita privata.